# Palicourea lemoniana
Palicourea lemoniana är en måreväxtart som beskrevs av Charlotte M. Taylor. Palicourea lemoniana ingår i släktet Palicourea och familjen måreväxter. Inga underarter finns listade i Catalogue of Life.